# Pervenchères
Pervenchères ist eine französische Gemeinde mit 342 Einwohnern (Stand: 1. Januar 2022) im Département Orne in der Region Normandie (vor 2016 Basse-Normandie); sie gehört zum Arrondissement Mortagne-au-Perche und zum Kanton Mortagne-au-Perche. Die Einwohner werden Pervenchérois genannt.

## Geographie
Die Gemeinde Pervenchères liegt in der Hügellandschaft der Perche im Regionalen Naturpark Perche an der Grenze zum Département Sarthe, etwa 26 Kilometer östlich von Alençon. Die obere Huisne begrenzt die Gemeinde im Südosten. Umgeben wird Pervenchères von den Nachbargemeinden Saint-Julien-sur-Sarthe im Nordwesten und Norden, Saint-Quentin-de-Blavou im Norden, Coulimer im Nordosten, Saint-Jouin-de-Blavou im Osten, Belforêt-en-Perche im Südosten und Süden, Montgaudry im Süden, Contilly im Südwesten, Les Aulneaux im Westen sowie Blèves, Barville und Vidai im Nordwesten.

## Bevölkerungsentwicklung
| Jahr                       | 1962 | 1968 | 1975 | 1982 | 1990 | 1999 | 2006 | 2012 | 2021 |
| -------------------------- | ---- | ---- | ---- | ---- | ---- | ---- | ---- | ---- | ---- |
| Einwohner                  | 498  | 471  | 404  | 390  | 397  | 387  | 391  | 347  | 341  |
| Quellen: Cassini und INSEE |      |      |      |      |      |      |      |      |      |

## Sehenswürdigkeiten
- Kirche Notre-Dame-de-l’Assomption (Mariä Himmelfahrt) aus dem 17. Jahrhundert
- Herrenhaus Vauvineux mit Kapelle, Monument historique seit 1974

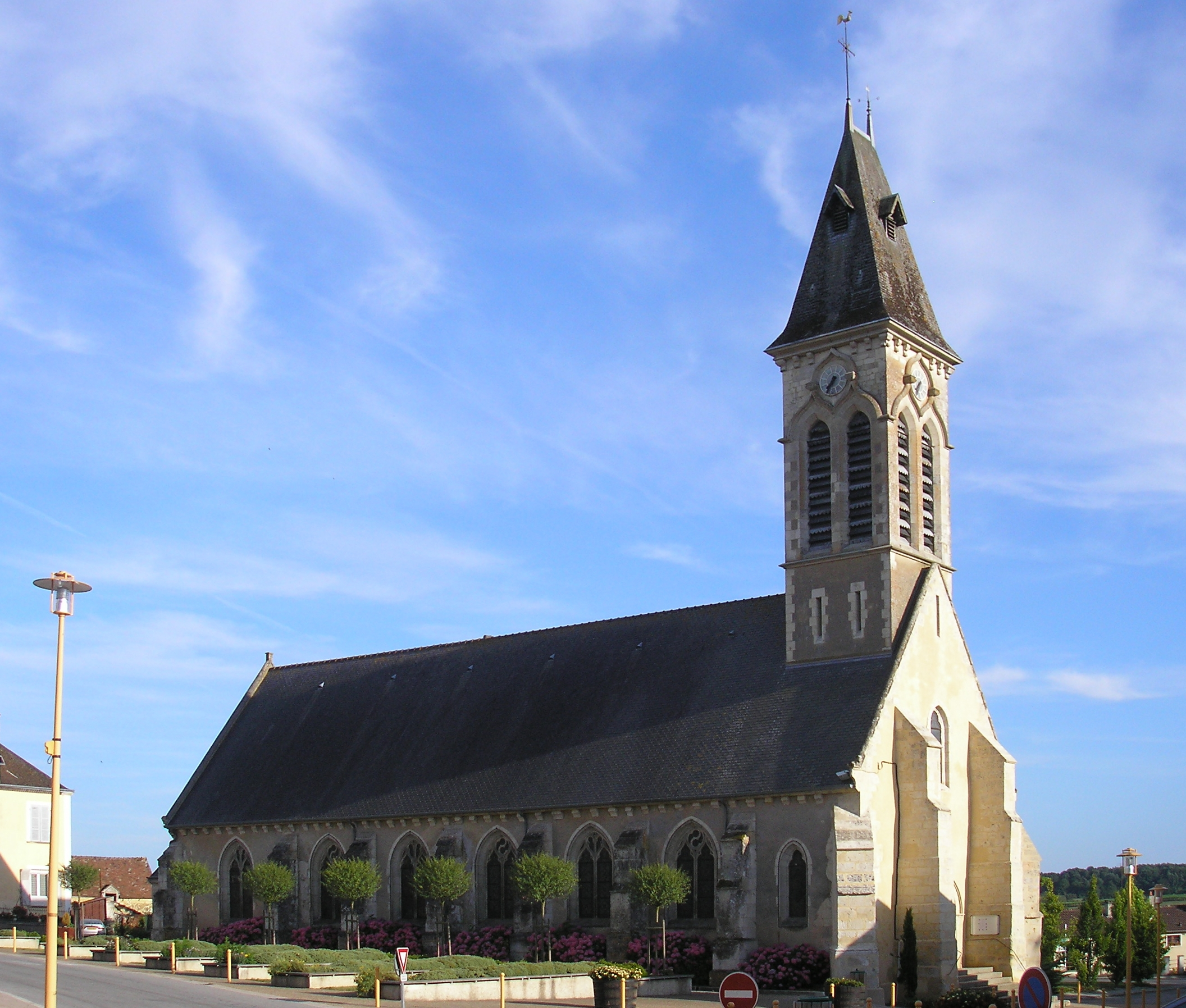
Kirche Mariä Himmelfahrt
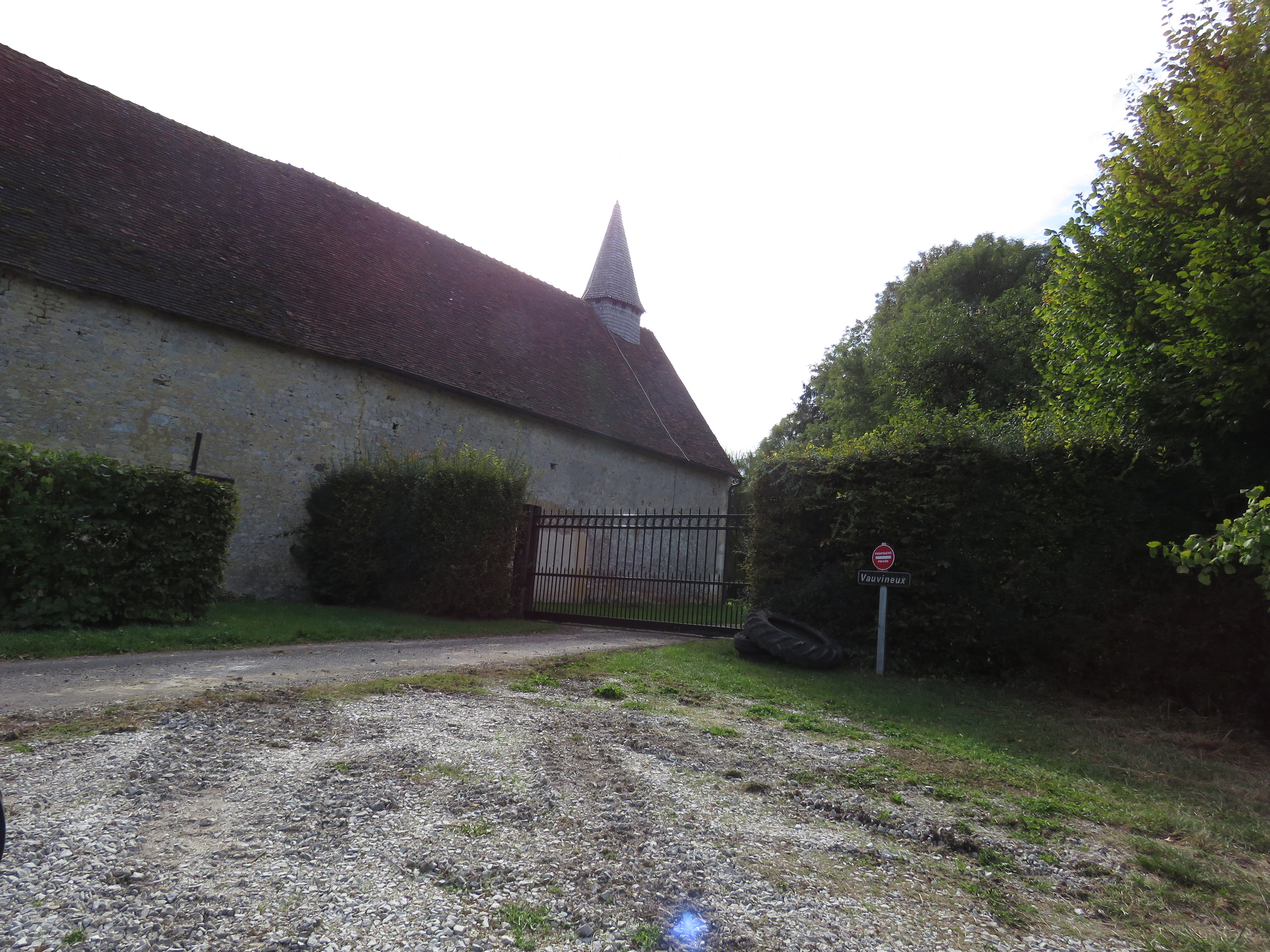
Kapelle des Herrenhauses Vauvineux